# 死亡證

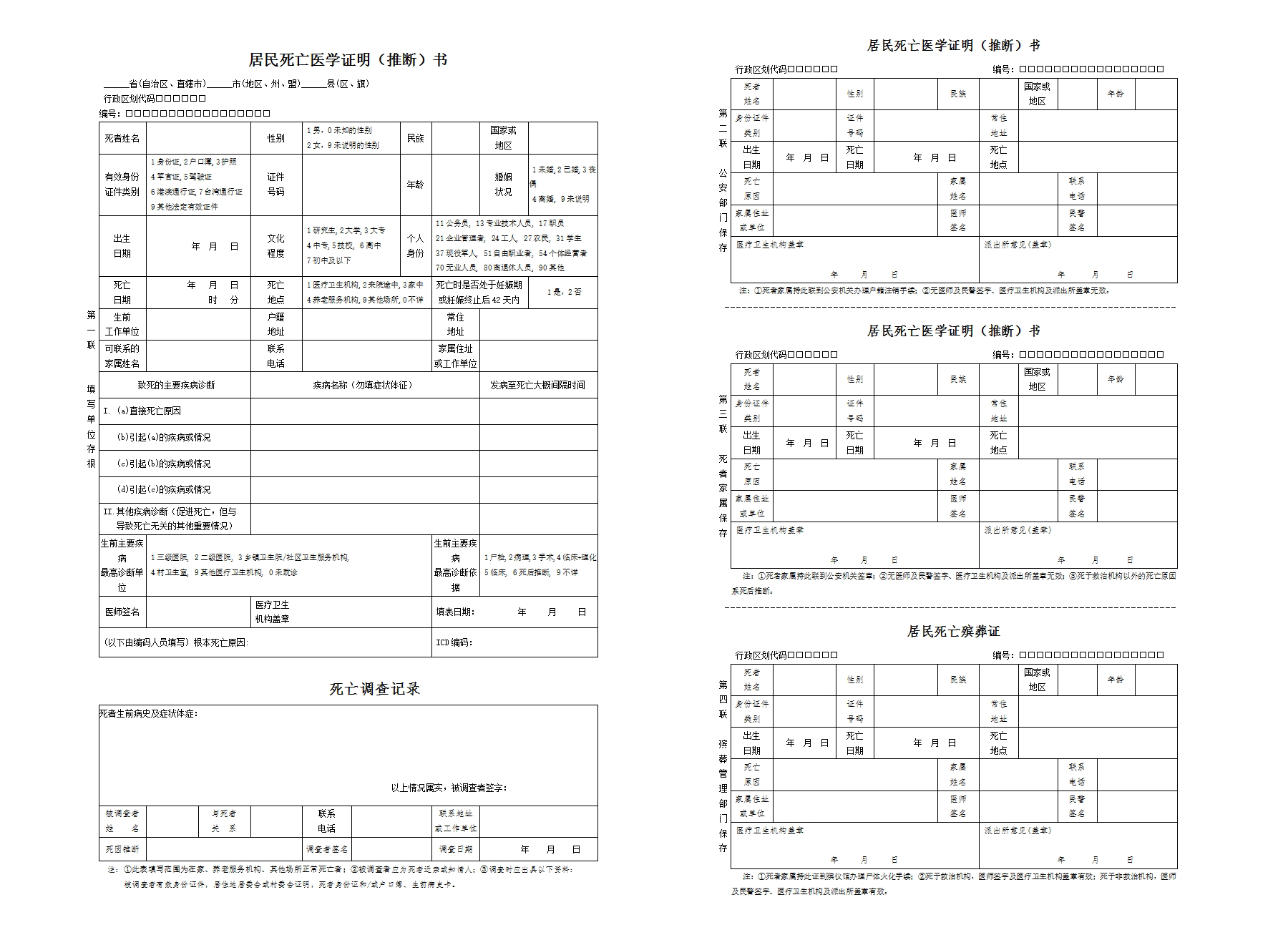
中国大陆《居民死亡医学证明（推断）书》模板

死亡證是一种证明所指自然人已经死亡的证明文件或证书，其目的在于由政府等机构确定其已死亡，以办理其他相关的手续事项。

## 各地办理死亡证明的方式

### 中国大陆
在中国大陆，公民去世後，親人需至其户籍所在地的公安機關（公安局、派出所等）户籍管理部门註銷戶口，並由相关部门出具死亡证明书後，方能办理殯葬等善後手续。

### 香港
香港居民可以為已去世之親人或朋友向入境處辦理死者的死亡登記。
香港居民辦理死亡登記的情況有四種，包括：自然死亡個案（如疾病）辦理登記、非自然死亡個案（例如中毒和暴力）辦理登記、申請「將屍體移離香港許可證」、申請翻查死亡登記紀錄及領取死亡登記記項核證副本。

### 台灣
中華民國《醫師法》規定：醫師需親自檢驗屍體，方可交付死亡證明書。為非病死或可疑為非病死者，應報請檢察機關依法相驗。死亡證明書供死者的親人等向戶政事務所辦理除戶登記。

### 美國海外公民
處理美國公民海外死亡事宜的基本步驟為（以美国公民在中国地区死亡为例）：
1. 填寫並公證“直系親屬宣誓書”（可在美國國內或在上海領館內完成）。
2. 如有必要，填寫並公證委託書以授權在中國的法定代理人處理一切事宜。
3. 向當地殯儀館取得相關表格以對遺體進行處理。
4. 向醫院取得死亡報告，如死亡地點不在醫院，向警方取得死亡報告。
5. 向相關的中國出入境部門取得中國死亡證。
6. 向美國領事館取得海外死亡領事報告。可由直系親屬或包括殯儀館在內的法定代理人經辦。

## 外部連結
- Mortality Data （页面存档备份，存于） from the U.S. National Vital Statistics System - See Methods - Data collection - for copies of death certificates and how to fill them.
- Magrane BP, Gilliland MGF, and King DE. Certification of Death by Family Physicians. American Family Physician 1997 Oct 1;56(5):1433-8.  PMID 9337765
- Swain GR, Ward GK, Hartlaub PP. Death certificates: Let's get it right. American Family Physician February 15, 2005 PMID 15742904
- Find Free Death Records （页面存档备份，存于） gives details on how to apply for death records in each state.
- Online Death Indexes and Records lists some online death certificate indexes
- Where to Write for Vital Records (including Death Certificates) （页面存档备份，存于） from the National Center for Health Statistics